# Rencontres cinématographiques de Sya
Les Rencontres cinématographiques de Sya ou RECIS est un festival de cinéma qui se tient chaque année à Bobo-Dioulasso, au Burkina Faso. Il a été créé en 2021 par l’Association les Rencontres cinématographiques de Sya. 

## Présentation
Les Rencontres cinématographiques de Sya (RECIS) est un projet annuel de festival de cinéma et de l’audiovisuel crée en 2021 par l’association portant le même nom présidé par Kibidoué Éric Bayala dans le but de faire la promotion du cinéma burkinabè et de la diaspora. 
Les RECIS se veulent être un cadre de rencontre et d’échanges entre les cinéastes burkinabè, de la diaspora africaine et afro descendante, c’est au aussi un cadre où la production cinématographique burkinabè sera primée. En effet, il n’y a pas un évènement culturel national spécifique qui fait la promotion et prime le cinéma burkinabè.
Le festival s'inscrit dans la volonté de faire de Bobo-Dioulasso, la deuxième ville du pays, « l'autre vitrine » du cinéma burkinabè, après le Festival panafricain du cinéma et de la télévision de Ouagadougou (FESPACO).
Les RECIS se déroulent généralement en novembre, sur une durée de cinq jours, et proposent des projections de films en salles et en plein air, des master-class, des ateliers de formation, des spectacles de musique et un colloque sur une thématique liée au cinéma. 
Les films en compétition sont récompensés par des trophées dénommés « Silures d'or », en référence au silure, le poisson emblématique de la ville de Sya.

### Thématiques et colloques
- 2022 : La production cinématographique dans un contexte d’insécurité[4].
- 2023 : Cinéma et construction d’une mémoire et d’une identité[3].
- 2024 : Éléments sonores dans les cinémas d'Afrique, de la diaspora et des Afro-descendances[5].

## Éditions

### 1reédition
La première édition des Rencontres cinématographiques de Sya s'est tenue du 4 au 11 décembre 2022 à Bobo-Dioulasso. Le festival a accueilli un total de 102 films provenant de trois continents (Afrique, Europe et Amériques) et de 34 pays différents. Parmi ces films, 43 longs métrages de fiction, longs métrages documentaires, courts métrages et clips vidéo ont été sélectionnés pour concourir dans cinq catégories. Au total, quatorze prix ont été décernés aux films et deux prix aux clips vidéo en compétition. Le festival a également décerné six silures de reconnaissance à des personnalités et institutions qui ont soutenu la première édition des RECIS.

### 2eédition

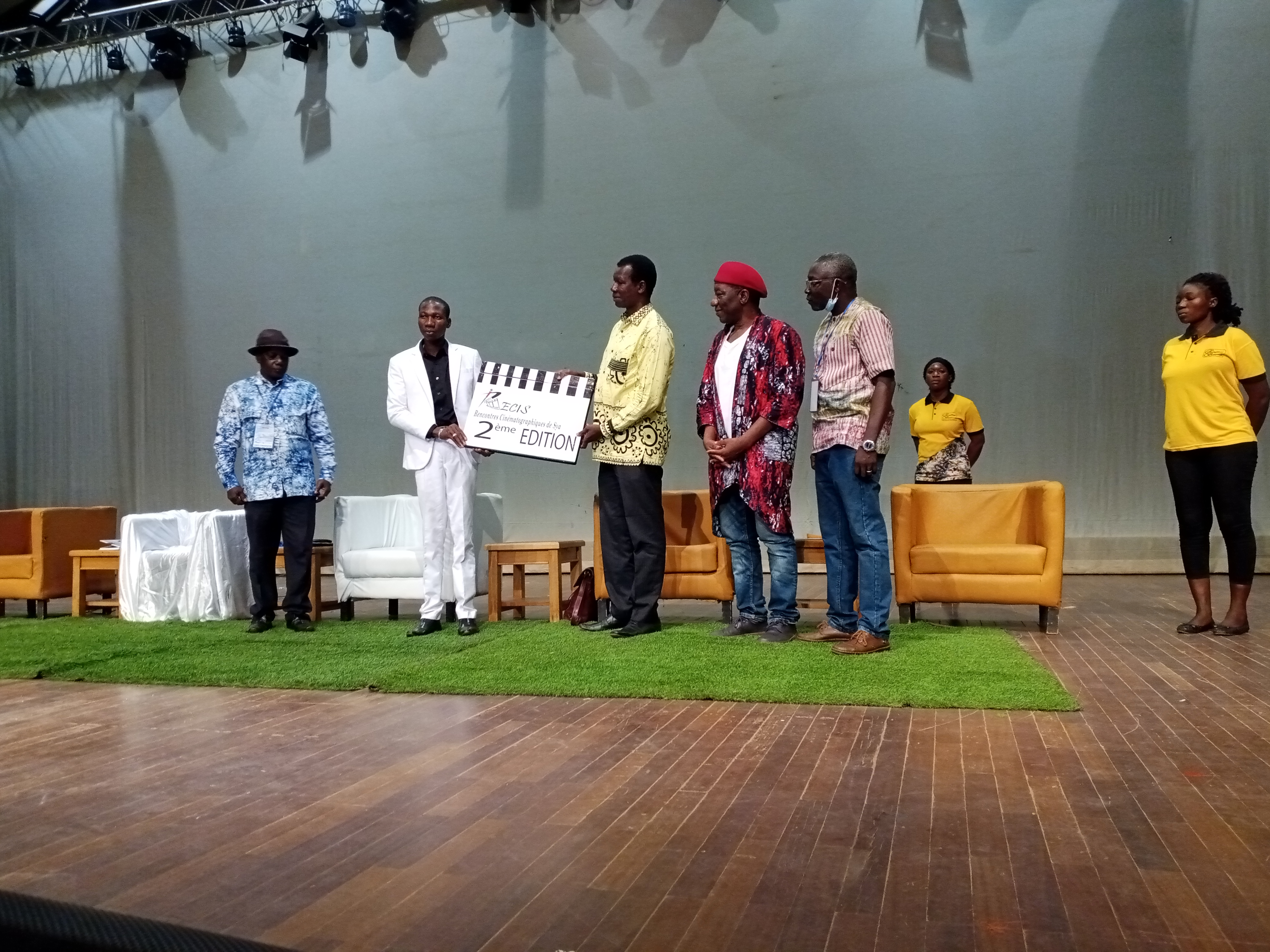
Cérémonie de lancement de la édition des Rencontres cinématographiques de Sya (RECIS).

La deuxième édition des Rencontres Cinématographiques de Sya est prévue du 8 au 12 novembre 2023 à Bobo-Dioulasso. Le thème de cette édition est "Le Cinéma et la Construction d'une Mémoire et d'une Identité",.

### 3e édition
La troisième édition des Rencontres cinématographiques de Sya (RECIS) se tient du 12 au 17 novembre 2024 à Bobo-Dioulasso. Placée sous le thème « Éléments sonores dans les cinémas d’Afrique, de la diaspora et des Afro-descendances », elle propose des projections en plein air et en salle, ainsi que des formations pour les professionnels.  Sur une soixantaine de films reçus de 17 pays, 22 sont en compétition pour le trophée « Silures d’or ».

## Présidents du comité d'organisation
- 1re édition : Sounkalo Dao[10].
- 2e édition : Nouhoun Thanou[11].
- 3e édition : Nouhoun Thanou[9].

## Palmarès par édition

### 1reédition

#### Catégorie clips vidéos
- Silure meilleur clips-vidéos : Vent d’espoir d'Aline feat. Naël (Burkina Faso) ;
- Silure du jury meilleur clips-vidéos du jury : Ma voix de L’Elue (Burkina Faso).

#### Catégorie film
- Silure meilleur film fiction long métrage de la diaspora : Sleeping negro de Skinner Myers (USA-2021) ;
- Silure du jury film fiction long métrage de la diaspora : Opal d'Alain Bidard (Martinique/France-2021)[12];
- Silure du meilleur film documentaire long métrage de la diaspora : La vie de ma mère de Mariam Guissé (Sénégal/France-2022) ;
- Silure du jury documentaire long métrage de la diaspora : Un tirailleur et son village de Cheick     Cherif Keïta (Mali/USA-2020)

- Silure du meilleur film court métrage de la diaspora : La Reine Kayanm de Nicolas Sery (Île de la Réunion/France-2021) ;
- Silure du jury court métrage de la diaspora : Cuba in Africa de Negash Abdurahman (Éthiopie/USA-2021)[13] ;
- Silure du meilleur film court métrage Afrique : En route de Leslie Tô (Burkina Faso-2021)[14] ;
- Silure du jury court métrage Afrique : Le silence des origines, Bogolan de Fatoumata Tioye Coulibaly (Mali-2022)[15] ;

- Silure du meilleur film documentaire long métrage : Les Scarifiés de Wabinlé Nabié (Burkina     Faso-2022)[16] ;
- Silure du jury meilleur film documentaire long métrage : Garderie nocturne de Moumouni Sanou (Burkina Faso-2021)[17] ;
- Silure du meilleur film du jury long métrage de fiction : Tamadjan de Issa Traoré de Brahima (Burkina Faso-2021)[18] ;
- Silure du jury du long métrage de fiction : Parcours de Saïd Bongo (Congo Brazzaville- 2022)[19].

### 2eédition

#### Clips vidéos
- Silure spécial du jury meilleur clip vidéo : Bobo Si de Bakary Dembélé (Burkina Faso) ;

- Silure du meilleur clip vidéo : Fina tawa de Sydyr (Burkina Faso)[20].

#### Catégorie film
Films court métrage fiction et documentaire Afrique :
- Silure spécial du jury film court-métrage Afrique : Princesse Yennenga de Abdoul Rahim Saïd Junior Koné (Burkina Faso)[21];
- Silure du meilleur film court-métrage Afrique : La danse des devins de Issa Tiendrébéogo (Burkina Faso)[22],[23].

Films documentaires long métrage Afrique :
- Silure spécial du jury film documentaire long-métrage Afrique : Kléma de Gakou Touré Boubacar (Mali) ;
- Silure du meilleur film documentaire long-métrage Afrique : Verts pâturages de Gidéon Vink et Barry Souhoudoun (Burkina Faso)[19].

Films documentaires longs-métrage diaspora :
- Silure du meilleur film documentaire long-métrage Diaspora : Je suis noire, je suis belle de Sabrina Onana (Cameroun/France).

Films court metrages fiction fiction et documentaires diaspora :
- Silure spécial du jury film court-métrage Diaspora : Bumidom de Guilaine Mondor (France)
- Silure du meilleur film court-métrage Diaspora : L’art de la guerre des sexes d'Olivier Kissita (France)[19].

Film long métrage fiction Afrique :
- Silure spécial du jury film long-métrage fiction Afrique : le jury décerne son prix spécial A la vie, à la mort de Nathalie Tandia (Burkina Faso).

## Autres initiatives
Le Marché du cinéma et des arts s’est tenu à la Maison de la Culture Anselme Titiama Sanon, au cours duquel des stands promotionnels ont été attribués aux professionnels du cinéma (producteurs, réalisateurs, distributeurs) et aux partenaires des RECIS afin de leur permettre d’échanger avec le public et de présenter leurs activités dans le domaine du cinéma et de l’audio-visuel,.